# Scan Haus Marlow
Die R. Kossow + Levermann GmbH (im Außenauftritt: ScanHaus Marlow) mit Sitz in Marlow im Landkreis Vorpommern-Rügen ist ein Hersteller von Fertighäusern. 
Seit 1992 hat sich das 1891 als Sägewerk gegründete Unternehmen zunehmend auf die Fertigbauweise in Holz spezialisiert.

## Geschichte
Robert Kossow gründete 1891 das Unternehmen R. Kossow & Levermann als Sägewerk mit angeschlossener Fassfabrik. Der Betrieb hatte eine beständige Auftragslage, da die in Marlow ansässige Molkerei einen kontinuierlichen Bedarf an Butterfässern hatte. Carl Kossow führte das Unternehmen bis zur Enteignung im Jahr 1953. Im Rahmen der Aktion Rose wurde der Betrieb am 10. Februar 1953 entschädigungslos verstaatlicht und Carl Kossow inhaftiert. Die Familie wanderte in den 1950er Jahren nach Schweden aus.
Während der staatlichen Führung produzierte das Unternehmen vor allem Holzgestelle für Möbelstücke unter dem Namen: Holzwerke Ribnitz-Damgarten, Möbelkombinat Nord, Betriebsteil Wohnraum und VEB Ribnitzer Polstermöbel.
Nach der Wiedervereinigung 1990 kehrte der in Schweden geborene Friedemann Kunz, ein Ururenkel des Unternehmensgründers Robert Kossow, mit seiner Familie nach Marlow zurück und übernahm 1992 den Staatsbetrieb von der Treuhandanstalt. Zu diesem Zeitpunkt arbeiteten 45 Mitarbeitende im Unternehmen. Das Geschäftsmodell wurde grundlegend geändert und so begann man mit dem Import von skandinavischen Fertigteilhäusern, von denen im Jahre 1991 drei verkauft werden konnten.
1992 stellte der Betrieb auf Eigenproduktion um und im ersten Geschäftsjahr konnten drei selbstproduzierte Fertigteilhäuser verkauft werden. Ende 2005 konnte eine fast dreijährige Investitionsphase abgeschlossen werden, in der knapp fünf Millionen Euro in den Standort Marlow und in neue Musterhäuser geflossen sind. 2007 entstand ein weiterer Bürokomplex, in dem „Architektenhaus“ genannten Gebäude finden die Beratungsgespräche mit den Kunden statt, außerdem ist hier ein Sportcenter, das von der Belegschaft und den Marlower Einwohnern genutzt werden kann.
2008 wurde das unternehmenseigene 4-Sterne-Recknitztal-Hotel eröffnet, das gegenüber dem Werksgelände in Marlow liegt. 2013 integrierte man mit der „Marlower Brauerei“ zudem ein eigenes Brauhaus in die Hotelanlage.
Im August 2021 übergab das Unternehmen in Berendshagen das zehntausendste Haus.

## Sponsoring und Events

### VBRS
Der Fertighaushersteller ScanHaus Marlow ist Hauptsponsor des Verbandes für Behinderten- und Rehabilitationssport M-V e. V. und unterstützt den Landesverband bei der Absicherung seines vielfältigen und aufwendigen Sports finanziell. ScanHaus Marlow und der Verband haben sich zunächst auf eine zweijährige Partnerschaft geeinigt.

### ScanHaus Cup

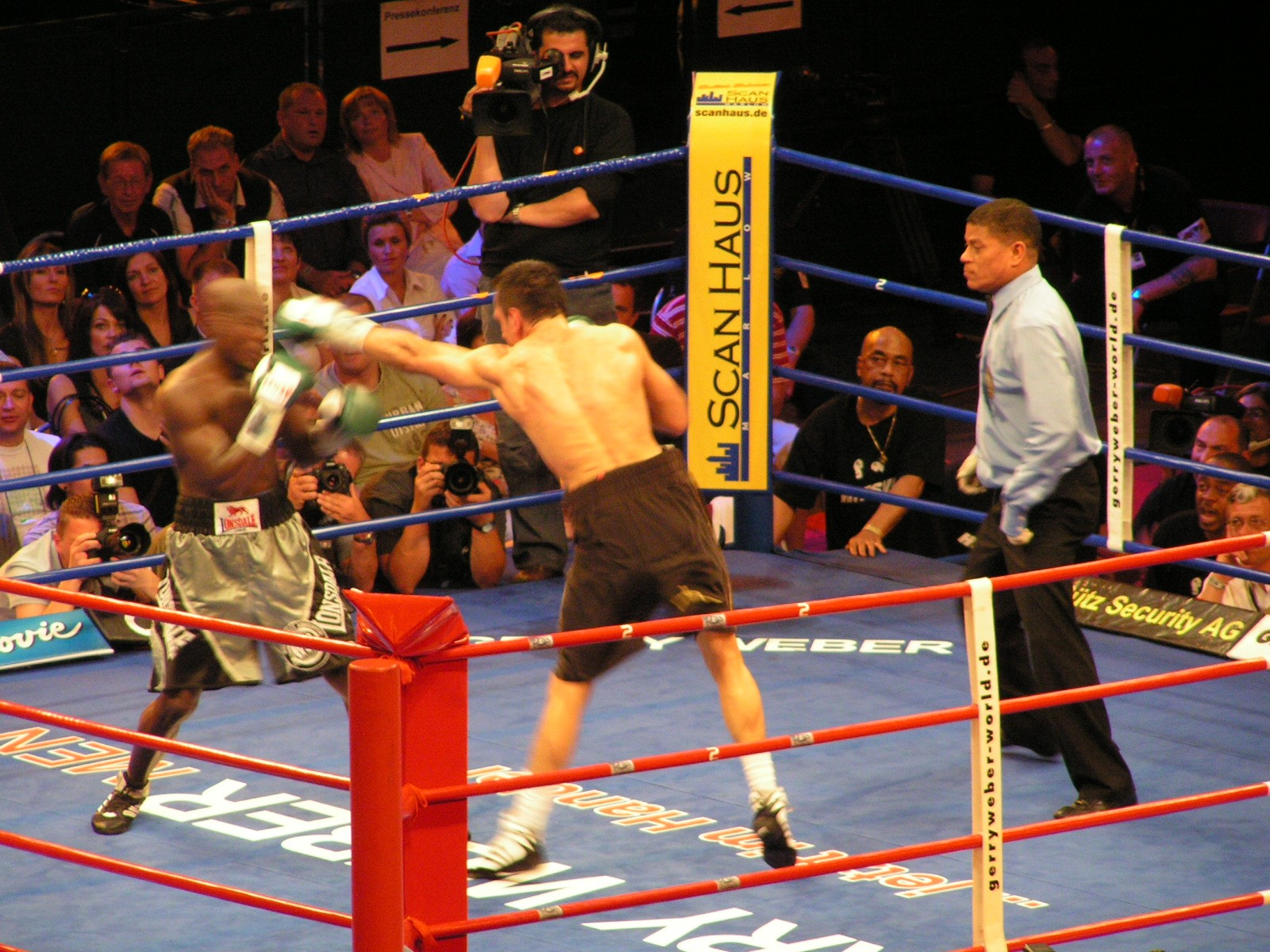
Sponsoring bei nationalen Boxevents

Der ScanHaus Cup in Marlow bildet jedes Jahr den Auftakt im Radsportkalender des Landesradsportverbandes und reiht sich damit ein in die bundesweite Aktion „bike on“ zum Start der Breitensport-Veranstaltungen des Bundes Deutscher Radfahrer. Im Jahr 2019 beteiligten ca. 600 Teilnehmer und über 3000 Zuschauer an der Veranstaltung.

### Rostock Seawolves e. V.
ScanHaus Marlow ist seit der Spielsaison 2016/2017 Premiumsponsor der Rostock Seawolves.